# Лужанка (Кировская область)
Лужанка — деревня в Кикнурском районе Кировской области.

## География
Находится на расстоянии примерно 7 км по прямой на юго-запад от райцентра поселка  Кикнур.

## История
Известна с 1748 года как деревня Лужан Сала с населением 16 душ мужского пола из черемис новокрещеных. В 1873 году здесь (уже Лужань-Сола) было учтено дворов 16 и жителей 136, в 1905 45 и 303, в 1926 66 и 357 (в том числе мари 352), в 1950 88 и 289, в 1989 году отмечено 166 жителей. Настоящее название закрепилось с 1950 года. До января 2020 года входила в Кикнурское сельское поселение до его упразднения.

## Население
Постоянное население  составляло 136 человек (мари 99%) в 2002 году, 89 в 2010.